# Schwantesia ruedebuschii
Schwantesia ruedebuschii är en isörtsväxtart som beskrevs av Moritz Kurt Dinter. Schwantesia ruedebuschii ingår i släktet Schwantesia och familjen isörtsväxter. Inga underarter finns listade i Catalogue of Life.